# 부사동
부사동(芙沙洞)은 대전광역시 중구에 속한 동이다. 보문산 동쪽 기슭을 끼고 있는 지역으로 보문산을 경계로 남쪽에는 대사동과 호동이 경계를 이루고, 북쪽으로는 문창동과 접하고 있으며, 동쪽 방향으로는 석교동과 접하고, 서쪽으로는 대사동과 대흥동 일부와 동계를 이루고 있다. 종합운동장을 주변으로 각종 운동경기 및 부사칠석놀이 등의 문화행사가 활발하게 열리는 문화의 중심지역이기도 하다.

## 지명
이 부근은 땅이 층을 이루는데, 조금 높은 지대인 고전평(高田坪) 위에 산비탈을 깍고 마을을 형성한 곳이 부사리이다. 고전평에 연화부수형으로 되어 꼭 부용꽃과 같다해서 ‘부사리’라고 부르며, 부사리 아래에 있는 마을은 아래부사리라고 부른다. 부사동은 부용과 사득의 설화에서 비롯된 마을이름이다.

## 교육
- 문창초등학교
- 보운초등학교
- 신일여자중학교
- 신일여자고등학교
- 청란여자중학교
- 청란여자고등학교
- 남대전고등학교

## 주요 시설
- 한밭종합운동장 (한밭종합운동장 야구장)
- 충무체육관

## 주요 기관
- 부사동우체국
- 부사소방파출소
- 남대전등기소

## 부사칠석놀이
우리 나라의 민속놀이 가운데 여름 세시명절과 관련된 놀이는 백중놀이 이외에 대체로 빈약한 편인데 "부사칠석놀이"는 이를 메워주는 놀이라는 점에서 그 가치가 있다. 이 놀이의 핵심은 동네기원인 선바위 치성과 부사샘치기, 부용·사득합궁놀이 중심으로 형성된 놀이로서
- 첫째, 지명설화에 근원 둔 말을 고유 향토 신앙에 기인하여 이것이 점차 여름 세시풍속과 결부되어 놀이의 맥락에 반영되었다.
- 둘째, 두 마을 사람들이 만나는 오작교를 통해 화해와 상부상조의 뜻을 강조하고 부용·사득 합궁놀이 등은 여느 지방에서 찾아볼 수 없는 것이며 특히 농악과 어울려 부르는 《샘치기 노래》나 《부용·사득이의 노래》는 그 독자성이 두드러지게 나타나며 대전지역 웃다리 농악의 독특한 가락 향토성을 북돋는다.
- 셋째, 칠석 세시에 얽힌 농경 관습이 두루 나타나고 인간의 삶 가운데 가장 중요한 "물"을 확보하기 위하여 이 마을 사람들은 줄다리기나 놋다리 밟기처럼 농경의 생장의례를 긴 세월동안 전승된 놀이에 상징적으로 반영하고 남녀노소 모두가 함께 참여하고 화합하고 단결하는 지혜를 모은 놀이라는 그 점에서 의의가 있다.

부사칠석놀이는 오랜 세시풍습과 역사 속에 놀이 규모가 점점 커져 전통의 맥을 이어오며 주민들의 정신적 지주로 차지하였으나 1938년 이후 일제시대 민족문화 말살정책에 의해 중단되었었다. 이후 1945년 8월 15일 광복 후 다시 이를 계승하였으나, 1950년 한국전쟁으로 인하여 동네사람들이 흩어져 살게 되고, 죽은 사람, 늙은 사람들이 많아 그 맥을 잊지 못하였으나, 1990년 마을 거주 장택수씨는 동네 어른들의 고증에 기반을 두고 발굴하여 이후 1993년 대전대학 국문학 교수 한상수씨의 고증을 받아 부활시켰다.
- 1992년 대전직할시 중구 민속놀이로 선정이었고,
- 1993년 10월 대전직할시 민속예술경연대회 최우수상을 수상하고,
- 1994년 10월 21일 제 35회 전국민속예술경연대회 최우수 대통령상을 수상하였다.
- 1994년 10월 19일 10월 21일 강원도 춘천 종합경연장 개최 제35회 전국민속예술 경연대회)
- 1994년 10월 ~ 현재까지 부사칠석놀이 보존회(회장 : 김준헌)를 구성하여 매년 칠월칠석날 본 놀이를 재현하여 계승 보존하고 있으며 후손에게 전승하려 노력하고 있다.[3]

## 설화

### 부용과 사득
윗말에는 총명하며 예쁜 부용이라는 처녀가 살았고, 아랫말에는 건장한 사득이라는 총각이 살고 있었다. 이들은 모두 늙은 홀어머니를 모시고 살았는데 윗말과 아랫말사이에 있는 바가지샘 (부사샘)으로 늙은 어머니 대신 물을 길러 다니다가 서로 사랑을 느끼게 되고 결혼까지 약속하였으나 결혼을 하기도 전에 신라가 백제를 침략하자 사득이는 늙으신 홀어머니의 안위가 걱정이 되나 백제의 백성으로 나라에 대한 책임과 충성에 이바지하고저 백제군으로 전쟁터에 나가게 되었다. 부용이는 사득이가 백제군으로 전쟁에 나간 후 늘 그리운 마음을 달래기 위하여 우물가에 나가 샘을 들여다보고 사득이의 모습을 그려보며 하루 빨리 사득이가 무사히 돌아오기를 기원하며 기다렸다. 전쟁이 끝나고 같이 갔던 사람들은 돌아왔으나 사득이는 전쟁터에서 죽고 돌아오지 않아서 부용이는 상심하여 슬픔에 빠졌고 먹지도 못하여 몸도 많이 야위었으며 사득이가 죽었다는 말을 믿지 않고 뒷산에 있는 선바위(또는 아들바위)에 가서 사득이가 빨리 돌아오길 바라는 마음으로 날마다 치성을 드리고 사득이를 그리며 돌아오는 모습을 보기 위해 높은 선바위에 올라가서 윗말로 오는 길목을 지켜보았다. 어느 날 밤새 사득이를 그리워하다 새벽녘에 선바위에 찾아가 치성을 드리고 동녘에 해가 뜰 무렵 몸도 쇠약해진 부용은 사득이의 오는 모습을 보려고 선바위에 올랐으나 아침이슬에 미끄러져 바위에서 그만 실족하여 떨어져 죽고 말았다는 이루지 못한 부용이와 사득이의 애달픈 사랑이야기가 구전을 통하여 이어져 오고 있다.

### 부사 샘치기
해마다 물 때문에 고생이 많던 두 마을에 부용이 마저 죽고 몇해가 지난 어느 해 여름 극심한 가뭄이 들어 바가지샘까지 말라 물이 나오지 않았다. 마을사람들은 물을 길러 멀리 황새샘까지 다녀야 하는데 이는 여간 힘든 일이 아니고 마을사람들은 고생이 많아 기우제를 지내기로 하여 기우제를 정성껏 지내었으나 비는 내리지 않았다. 그러던 어느 날 밤 아랫말에 사는 좌상 노인의 꿈에 부용이가 나타나서 자기와 사득이가 처녀총각의 영혼으로 아직 있으니 며칠후 칠석날에 백설기떡을 만들고 자기들 모습을 만들어 영혼 결혼식을 시켜주고 합궁을 시켜주면 물을 주겠다고 말을 하였으며 윗말에 사는 어느 노인에게도 사득이가 꿈속에 나타나 똑같은 말로 영혼결혼을 시켜주면 물을 주겠다고 현몽하였다. 이를 기이 여긴 노인들은 동네사람들에게 꿈 이야기를 하자 윗말과 아랫말 사람들은 동네노인들이 꿈을 똑같이 꾸었으니 부용이과 사득이의 영혼혼례를 사흘 뒤인 칠석날에 치르도록 상의하여 부용이와 사득이가 시킨 대로 샘을 깨끗하게 치고 백설기와 여러 음식을 정성껏 차려 고사를 지내고 온 마을 사람들이 모여 짚으로 부용이와 사득이 모습을 만들어 영혼 혼례 후 합궁을 시켜주었는데, 그러자 말랐던 샘물이 펑펑 쏟아져 나왔으며 이물로 농사일까지 하게 되었다. 그 뒤 이 샘을 윗말 사람들은 ‘부용이샘’, 아랫말 사람들은 ‘사득이샘’이라고 불렀으나 이후 두 마을 사람들은 사이가 좋아져 마치 내 두 이름 첫자를 따서 ‘부사샘’이라고 불렀으며 부사샘의 고마움을 기리고 부사샘이 있는 곳이라 하여 윗말을 ‘상부사리’ 아랫말은 ‘하부사리’라고 불렀다고 하며 이를 합쳐 ‘부사동’이 되었다.